# Julian Sands

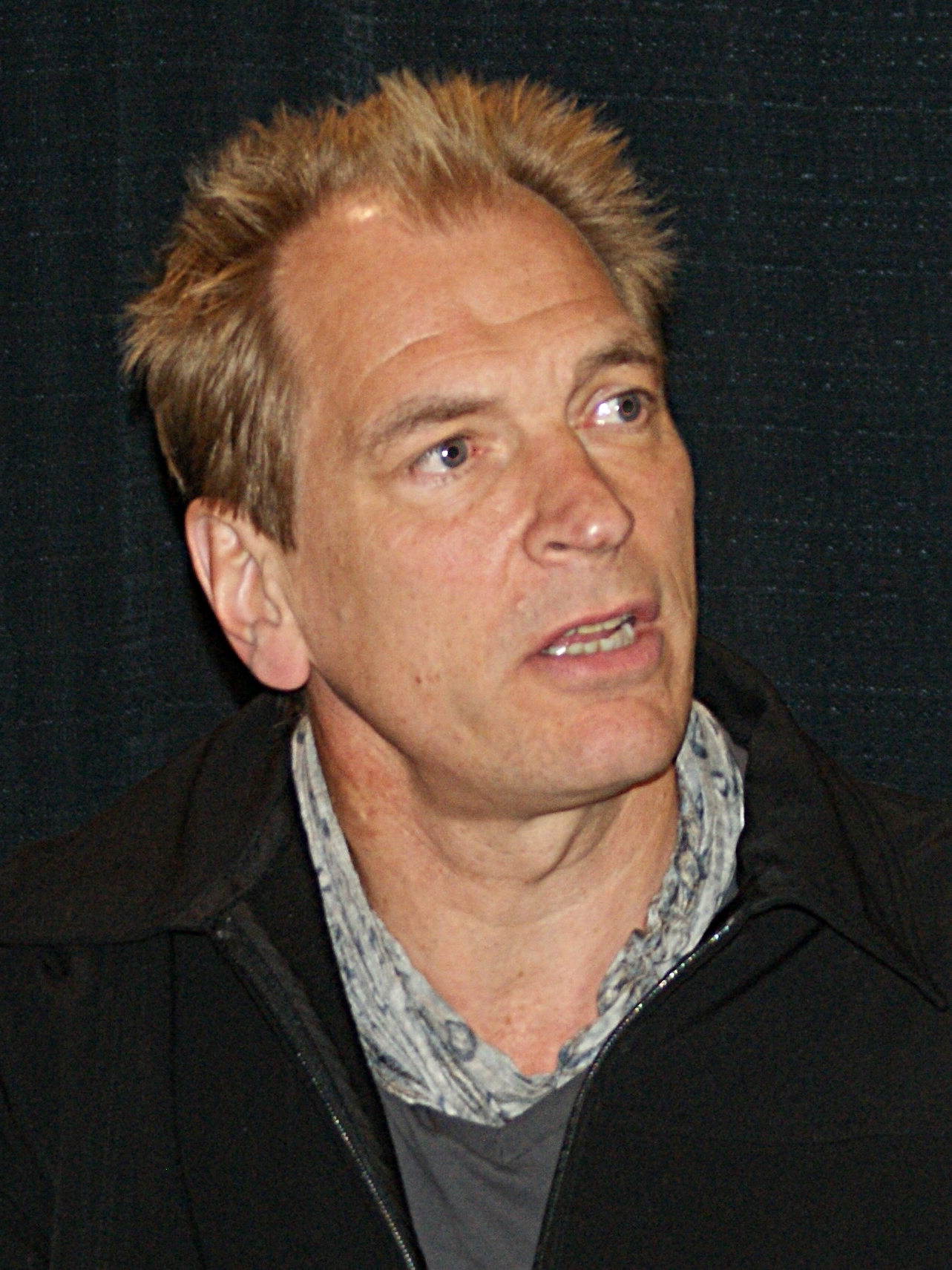
Julian Sands, 2011

Julian Richard Morley Sands (* 4. Januar 1958 in Otley, Yorkshire, England; † Januar 2023 in Kalifornien, USA) war ein britischer Schauspieler.

## Karriere
Julian Sands durchlief eine klassische Schauspielausbildung. Seit 1982 trat er als Film- und Fernsehschauspieler in Erscheinung. Er fiel erstmals in einer Miniserie namens Verloren und verdammt (The Sun also Rises) auf. Ein weiterer Fernsehfilm war A Married Man, in dem er an der Seite von Anthony Hopkins zu sehen war. In den folgenden Jahren hatte er verschiedene kleinere Rollen, so unter anderem in The Killing Fields – Schreiendes Land.
Größere Bekanntheit erlangte Sands im Jahr 1985, als er in Zimmer mit Aussicht den Liebhaber von Helena Bonham Carter darstellte. In den folgenden Jahren wurde Julian Sands vor allem für Rollen in Horrorfilmen engagiert, darunter die Warlock-Reihe und der Film Gothic (1986), eine Mischung aus Horrorfilm, Thriller, Drama und Historienfilm. Im Jahr 1990 kam für Sands dann der endgültige Durchbruch, als er den Forscher James Atherton in Arachnophobia darstellte.

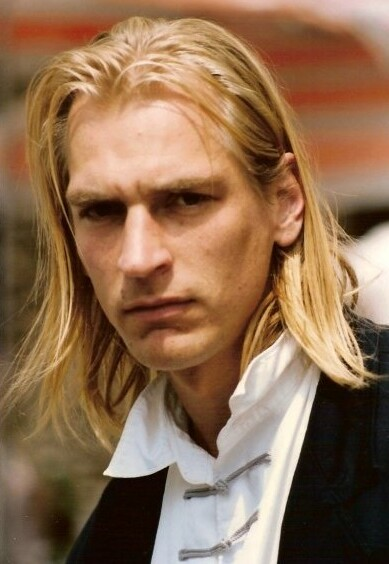
Julian Sands in Cannes, 1990

Seiner Vorliebe für außergewöhnliche Filmstoffe blieb Sands auch weiterhin treu, was er unter anderem in Boxing Helena (1993) unter Beweis stellte, in dem er einen Chirurgen spielte, der seiner Geliebten Arme und Beine amputiert. 1994 war Sands in der deutschen Verfilmung des Buches Mario und der Zauberer an der Seite von Klaus Maria Brandauer zu sehen.
Eine besondere Verbindung hatte Sands zu dem britischen Regisseur Mike Figgis, mit dem er in insgesamt fünf Filmen zusammengearbeitet hat. Darunter war beispielsweise Leaving Las Vegas (1995), in dem er an der Seite von Elisabeth Shue zu sehen war. Im Jahr 1998 spielte er unter der Regie von Dario Argento in der italienischen Verfilmung von Gaston Leroux’ Roman Das Phantom der Oper die Titelrolle. Unter dem Regisseur Damian Harris verkörperte er einen Psychiater in dem erotischen Psychothriller Mercy – Die dunkle Seite der Lust (2000) mit Ellen Barkin und Peta Wilson in den Hauptrollen. 2000 war Sands auch an der Seite von Milla Jovovich, Mel Gibson und Gloria Stuart in dem Wim-Wenders-Film The Million Dollar Hotel zu sehen. Noch im selben Jahr spielte er an der Seite von Gérard Depardieu und Uma Thurman in dem Film Vatel mit.
2002 war Sands in der Miniserie Stephen Kings Haus der Verdammnis von Stephen King wieder zu sehen. Er spielte weiterhin auch Theater und arbeitete zudem vermehrt für das Fernsehen. In der TV-Produktion Die Nibelungen von 2004 spielte er den Hagen von Tronje. In der 5. Staffel der dramatischen Actionserie 24 stellte er im Jahr 2006 Vladimir Bierko dar, der mit tödlichem Nervengas Terroranschläge durchführt. Sands Schaffen für Film und Fernsehen umfasst mehr als 150 Produktionen.

## Privates, Verschwinden und Tod
Sands war zunächst von 1984 bis 1987 mit der Schauspielerin und Journalistin Sarah Sands (* 1961), geborene Harvey, verheiratet. Das Paar hatte einen Sohn. 1990 heiratete er die Autorin und Journalistin Evgenia Citkowitz (* 1960), eine Tochter von Caroline Blackwood. Aus dieser Ehe, die bis zu seinem Tod hielt, hatte er zwei Töchter. Er hatte seit den 1990er-Jahren seinen Lebensmittelpunkt in Los Angeles.
Julian Sands wurde ab dem 13. Januar 2023 vermisst. Er war während des schneereichen Winters 2023 zu einer Alleinwanderung in der Bergregion Mount Baldy bei Los Angeles aufgebrochen und nicht zurückgekehrt. Ende Juni 2023 wurde ein mehrere Tage zuvor gefundener Leichnam als Sands identifiziert.
Die genauen Umstände seines Todes konnten im Nachhinein aufgrund des Zustands der Leiche nicht mehr geklärt werden.

## Filmografie (Auswahl)
- 1984: Oxford Blues
- 1984: The Killing Fields – Schreiendes Land (The Killing Fields)
- 1985: Zimmer mit Aussicht (A Room with a View)
- 1986: Gothic
- 1986: Rebell der Wüste (Harem, Fernsehfilm)
- 1987: Siesta
- 1988: Wo immer du bist (Wherever You Are)
- 1988: Vibes – Die übersinnliche Jagd nach der glühenden Pyramide (Vibes)
- 1989: Warlock – Satans Sohn (Warlock)
- 1989: Tödliche Galaxie (Murder by Moonlight, Fernsehfilm)
- 1989: Tennessee Nights
- 1990: Nachtsonne (Il sole anche di notte)
- 1990: Arachnophobia
- 1991: Hoffnungslose Liebe (Cattiva)
- 1991: Verliebt in Chopin (Impromptu)
- 1991: Naked Lunch
- 1993: Boxing Helena
- 1993: Warlock – Satans Sohn kehrt zurück (Warlock: The Armageddon)
- 1993: Tale of a Vampire
- 1994: Mario und der Zauberer
- 1994: Obsession – Besessene Seelen (The Turn of the Screw)
- 1995: Leaving Las Vegas
- 1995: Free Elli – Die Rettung des Elefantenbabys (The Great Elephant Escape, Fernsehfilm)
- 1996: Bedingungslose Liebe (End of Summer)
- 1996: Verhängnisvolle Begegnung (Never Ever)
- 1996: Tomorrow Man (The Tomorrow Man, Fernsehfilm)
- 1997: One Night Stand
- 1998: Das Phantom der Oper (Il fantasma dell’ Opera)
- 2000: Mercy – Die dunkle Seite der Lust (Mercy)
- 2000: The Million Dollar Hotel
- 2000: Timecode (Time Code)
- 2001: Vatel
- 2001: Hotel
- 2002: Stephen Kings Haus der Verdammnis (Rose Red, Miniserie)
- 2002: Napoleon (TV-Mehrteiler)
- 2003: Das Medaillon (The Medallion)
- 2004: The L Word (The L Word, Fernsehserie)
- 2004: Romasanta – Im Schatten des Werwolfs (Romasanta)
- 2004: Die Nibelungen (Ring of the Nibelungs, Fernsehfilm)
- 2005: Stargate – Kommando SG-1 (Stargate SG-1, Fernsehserie, Folge 9x03 „Origin“)
- 2005: Criminal Intent – Verbrechen im Visier (Fernsehserie, Folge 5x16 „Schlussakkord“)
- 2005: Law & Order: Special Victims Unit (Fernsehserie, Folge 7x02 „Perfekt“)
- 2006: 24 (Fernsehserie, 11 Folgen)
- 2007: Blood Ties – Biss aufs Blut (Blood Ties, Fernsehserie, 2 Folgen)
- 2007: Ghost Whisperer – Stimmen aus dem Jenseits (Ghost Whisperer, Fernsehserie, 2 Folgen)
- 2007: Ocean’s 13 (Ocean’s Thirteen)
- 2008: Stargate: The Ark of Truth – Die Quelle der Wahrheit (Stargate: The Ark of Truth)
- 2008: Agatha Christie’s Marple – Kurz vor Mitternacht (Agatha Christie’s Marple: Towards Zero, Fernsehfilm)
- 2009: Robin Hood: Beyond Sherwood Forest (Beyond Sherwood Forest, Fernsehfilm)
- 2009: Blood and Bone
- 2009: Castle (Fernsehserie, Folge 2x03 „Das neue Gesicht“)
- 2009–2010: Smallville (Fernsehserie, 2 Folgen)
- 2011: Verblendung (The Girl with the Dragon Tattoo)
- 2011: Fallen Empire – Die Rebellion der Aradier (Hirokin)
- 2013: Person of Interest (Fernsehserie, Folge 2x07 „Critical“)
- 2013: Dexter (Fernsehserie, Folge 8x07)
- 2014: Rosamunde Pilcher: Mein unbekanntes Herz (Unknown Heart)
- 2014: Cesar Chavez
- 2014: Crossbones (Fernsehserie, 8 Folgen)
- 2015: Sariel (Kurzfilm)
- 2015: Gotham (Fernsehserie, 2 Folgen)
- 2015: We’re Doomed! The Dad’s Army Story (Fernsehfilm)
- 2016: The Loner
- 2016: Honey Flood (Kurzfilm)
- 2016: Surfing (Kurzfilm)
- 2016: El elegido
- 2016: Toy Gun
- 2017: The Escape (Kurzfilm)
- 2017: Borley Rectory (Erzähler)
- 2017: Man in an Orange Shirt (Fernseh-Zweiteiler)
- 2017: Das krumme Haus (Crooked House)
- 2018: Elementary (Fernsehserie, Folge 6x10 „The Adventure of the Ersatz Sobekneferu“)
- 2018: The Blacklist (Fernsehserie, 2 Folgen)
- 2018: Trautmann (The Keeper)
- 2019: The Painted Bird
- 2020: Yeh Ballet
- 2021: Benediction
- 2022: The Ghosts of Monday
- 2023: Seneca – Oder: Über die Geburt von Erdbeben (Seneca)
- 2023: Curse of the Piper